# Нейтан Стюарт-Джарет
Нейтан Стюарт-Джарет (англ. Nathan Stewart-Jarrett) — англійський актор, найбільше відомий роллю Кертіса Донована у комедійно-фантастичному телесеріалі «Покидьки». Він навчався в школі Central School of Speech and Drama, яку закінчив у 2006 році.

## Фільмографія
| Роки      | Назва                        | Оригінальна назва                                                         | Роль                    | Примітки                            |
| --------- | ---------------------------- | ------------------------------------------------------------------------- | ----------------------- | ----------------------------------- |
| 2024      | Азраїл: Світ тиші            | Azrael                                                                    | Кенан                   |                                     |
| 2021      | Кендімен                     | Candyman                                                                  | Трой Картрайт           |                                     |
| 2020      |                              | The Argument                                                              | актор Пол               | постпродакшн                        |
| 2019—2020 | Судовий процес Крістін Кілер | The Trial of Christine Keeler                                             | Джонні Еджкомб          | серіал, 6 епізодів                  |
| 2020      | Дракула                      | Dracula                                                                   | Адіса                   | мінісеріал, 1 епізод                |
| 2019      |                              | Adulting                                                                  | Тео                     | мінісеріал, 6 епізодів              |
| 2019      | Чотири весілля і похорон     | Four Weddings and a Funeral                                               | Тоні                    | серіал, 8 епізодів                  |
| 2019      |                              | Mope                                                                      | Стів Драйвер            |                                     |
| 2019      | Майбутній король             | The Kid Who Would Be King                                                 | пан Кеплер              |                                     |
| 2018      | Бенджамін                    | Benjamin                                                                  | Пол                     |                                     |
| 2018      | Віта та Вірджинія            | Vita & Virginia                                                           | Ральф Партрідж          |                                     |
| 2017      |                              | National Theatre Live: Angels in America Part One — Millennium Approaches | Білайз                  |                                     |
| 2017      |                              | National Theatre Live: Angels in America Part Two — Perestroika           | Білайз                  |                                     |
| 2017      | Популярна і закохана         | Famous in Love                                                            | Баррет Гоппер           | серіал, 6 епізодів                  |
| 2017      |                              | Cassandra French's Finishing School                                       | Елайджа                 | серіал, 6 епізодів                  |
| 2016      |                              | Everyday Performance Artists                                              | Гарві                   | короткометражка                     |
| 2016      |                              | Pregnant Pause                                                            | Джеймс                  | короткометражка                     |
| 2016      |                              | The Collection                                                            | Льюїс                   | серіал, 3 епізоди                   |
| 2016      | Гудіні і Дойль               | Houdini and Doyle                                                         | Еліас Дауні             | мінісеріал, 1 епізод                |
| 2015      |                              | Base                                                                      | Денні                   | короткометражка                     |
| 2015      |                              | Prey                                                                      | Річард Айдон            | серіал, 3 епізоди                   |
| 2015      |                              | Two Down                                                                  | секретар Саймон (голос) |                                     |
| 2015      |                              | Drunk History: UK                                                         | Моріс Вілкінс           | серіал, 1 епізод                    |
| 2015      |                              | Pink Grapefruit                                                           |                         | короткометражка                     |
| 2014      |                              | War Book                                                                  | Остін                   |                                     |
| 2014      | Обличчя янгола               | The Face of an Angel                                                      | Адам                    |                                     |
| 2014      |                              | The Great War: The People's Story                                         | Артур Робертс           | документальний мінісеріал, 1 епізод |
| 2013—2014 | Утопія                       | Utopia                                                                    | Ієн Джонсон             | серіал, 11 епізодів                 |
| 2014      |                              | Years & Years: Real                                                       |                         | короткометражний відеофільм         |
| 2013      |                              | The Vatican                                                               | Денг Ло Вад             | телефільм                           |
| 2013      | Дамське щастя                | The Paradise                                                              | Крістіан Картрайт       | серіал, 1 епізод                    |
| 2013      | Дом Гемінґвей                | Dom Hemingway                                                             | Г'ю                     |                                     |
| 2009—2012 | Покидьки                     | Misfits                                                                   | Кертіс Донован          | серіал, 25 епізодів                 |
| 2012      |                              | The Comedian                                                              | Нейтан                  |                                     |
| 2011      |                              | Will You Marry Me?                                                        | Діллон                  | короткометражка                     |
| 2011      | Покидьки: Ерейзер            | Misfits: Erazer                                                           | Кертіс Донован          | відеофільм                          |
| 2007—2010 | Катастрофа                   | Casualty (CASUAL⁺Y)                                                       | Люк Вітбі / Тюнд        | серіал, 2 епізоди                   |
| 2010      | Гроші                        | Money                                                                     | Фелікс                  | мінісеріал, 2 епізоди               |
| 2009      |                              | The Bill                                                                  | Джорджі                 | серіал, 1 епізод                    |
| 2009      |                              | Coming Up                                                                 | Сем                     | серіал, 1 епізод                    |